# Ghiribizzi
Ghiribizzi is een Belgische progressieve rockband, oorspronkelijk uit Lokeren, die in 2000 werd opgericht door Frank Centauri (zang, keyboards), oud-Quantum Fantay-gitarist Dario Frodo en Yves Simmah (keyboards). De groep is uitgegroeid tot een vertegenwoordiger van de Belgische progressieve rock. Ghiribizzi's muziek bestaat uit een mengeling van artrock en neoprogrock. Ghiribizzi wordt regelmatig vergeleken met Britse rockbands als Marillion, Kayak en Queen. De groepsnaam Ghiribizzi betekent "grillig" of "vaak wijzigend", hetgeen refereert aan de muzikale diversiteit die de groep aan de dag legt.
Na het verschijnen van hun debuutalbum Zep Tepi in 2001 werd Ghiribizzi in september 2002 uitgebreid met Pieter Van den Broeck (aka Pete Mush), keyboardspeler bij Quantum Fantay. Eind 2004 werden bassist Little John en drummer Gino "Bartolini" Verhaegen (tevens lid van Quantum Fantay) aan de line-up toegevoegd.
In maart 2005 nam Ghiribizzi in deze bezetting het album Pan'ta Rhei op in de ACE-studio in Aartselaar. Producer van dienst is de mede-eigenaar van de ACE-studio en componist Frank Van Bogaert. Van Bogaert kende in de jaren 80 succes als frontman van de newwaveband 1000 Ohm ("A.G.N.E.S.") en werkte later samen met onder meer Sinead O'Connor, The Scene en Clouseau. Het is het eerste album met Gino Verhaegen als drummer.
Voor het artwork van het album werd beroep gedaan op Mattias Noren, de albumdesigner die eerder artwork afleverde voor Evergrey, Epica en Sabaton. Ghiribizzi's tweede album werd goed onthaald door de recensenten. Het nummer Fires of Hell kreeg airplay op radiostations als Classic 21 (RTBF) en Arrow Rock. Dat jaar deed de groep diverse festivals aan, waaronder het Prog-Nose Prog Rock Festival in Merksem waar de groep samen met Riverside de affiche deelde. Een jaar later verscheen hun nummer Don't Fear the Unknown op de progrock-compilatie A Taste of Belgium.
Naar aanleiding van de uitgave van Pan'ta Rhei ondernam de groep in 2006 een Europese minitournee, gedeeltelijk in het voorprogramma van de Poolse band Quidam. In navolging van progressieve rockbands als Mostly Autumn, Big Big Train, Sylvan en Mindgames stond Ghiribizzi dat jaar onder meer op het progrockfestival Progfarm in Bakkeveen, Nederland. Op 17 december 2006 concerteerde de groep in de Waalse concertzaal "Spirit of 66" in Verviers.
Begin 2008 wijzigde Centauri de groepsbezetting. Pieter Van den Broeck en Dario Frodo verlieten de groep. Frodo fungeert sinds 2011 als leadgitarist bij de heavy-metalband Ostrogoth.
Ghiribizzi keerde in 2009 terug naar de studio om er hun derde album Circuit Rewiring op te nemen. Dit album was beduidend toegankelijker en werd opnieuw geproduceerd door Frank Van Bogaert. Circuit Rewiring werd uitgebracht op 28 mei 2010 via CD Baby.
In juni 2014 gaf Ghiribizzi aan terug te werken aan enkele nieuwe nummers.

## Bandleden
Huidig:
- Frank Centauri: zang, piano, keyboards, synthesizer (2001-heden)
- Yves Simmah: synthesizer, achtergrondzang, midi (2001-heden)
- Gino "Bartolini" Verhaegen: drums (2005-heden)
- Krid Yrus: basgitaar (2008-heden)
- Laurens Gardeniers: gitaar (2008-heden)

Voormalig:
- Pieter Van den Broeck (Peter Mush): keyboards (2002-2008)
- Dario Frodo: gitaar (2001-2008)

## Discografie[14]
- Zep Tepi (2001) met Frank Centauri (leadzang, keyboards, fluit), Dario Frodo (gitaar, zang), en Yves Simmah (keyboards, programming, percussie)
- Pan'ta Rhei (2005) met Frank Centauri (leadzang, keyboards, fluit), Dario Frodo (gitaar, zang), Yves Simmah (keyboards, programming, percussie), Little John (bass), Pete Mush (keyboards, zang), en Gino Bartolini (drums)
- Circuit Rewiring (2010) met Frank Centauri (leadzang, keyboards, fluit), Laurens Gardeniers (gitaar, zang), Yves Simmah (keyboards, programming, percussie), Krid Yrus (basgitaar) en Gino Bartolini (drums)